# Alain Boghossian
Alain Boghossian (* 27. října 1970, Digne-les-Bains) je bývalý francouzský fotbalista arménského původu.
Boghossian nastupoval většinou jako záložník. V současnosti je asistentem trenéra francouzské fotbalové reprezentace. Jako hráč získal titul mistra světa roku 1998 a zúčastnil se i mistrovství světa 2002. Za národní tým odehrál 26 zápasů a vstřelil 2 branky. Na klubové úrovni se mu nejvíce dařilo v dresu AC Parma (1998–2002). Získal s Parmou roku 1999 Pohár UEFA, dvakrát pak italský pohár (1999, 2002).